# Stvarjenje sveta (Rafael)
Stvarjanje sveta je mozaična kompozicija v kupoli  Chigijeve kapele v baziliki Santa Maria del Popolo v Rimu, ki jo je oblikoval Rafael. Kapelo je Rafael zasnoval za svojega prijatelja in pokrovitelja, bankirja Agostina Chigija, kot zasebno kapelo in družinsko grobnico. Kupolo so krasili mozaiki, nekoliko nenavadna in staromodna tehnika v 16. stoletju. Rafaelove kartone je leta 1516 izvedel beneški obrtnik Luigi da Pace. Originalni kartoni so bili izgubljeni, nekaj pripravljalnih risb, ki potrjujejo izvirnost dela, pa je ohranjeno v Ashmolovem muzeju v Oxfordu. Obstajata dve študiji za lik Boga in ena za angela nad Jupitrom. Druga risba v Palais des Beaux-Arts v Lillu prikazuje planet Mars z angelom. To je verjetno ustvarjalna risba učenca, ki jo nakazuje slabša kakovost. Luigi da Pace je podpisal in datiral delo na vogalu Venerine plošče:
LV[dovicus] D[e] P[ace] V[enetus] F[ecit] 1516

## Opis
Osrednji krog predstavlja Boga, Očeta, obkroženega s putti, ki je bil učinkovito skrajšan v grozno kretnjo, ki je videti kot celoten gib vesolja spodaj. Osem mozaičnih plošč prikazuje Sonce, Luno, zvezdnato nebo in šest znanih planetov kot poganska božanstva, upodobljena v polovični dolžini, vsakega pa spremlja angel z barvitimi pernatimi krili. Figure spremljajo znaki zodiaka.
Zaporedje plošč je naslednje: nebo - Merkur, bog, ki drži kerikej (z Devico in Dvojčkoma); Luna, boginja z dragulji iz polmeseca, ki drži lok (z Rakom); Saturn, bradati bog, ki drži koso (z Vodnarjem in Kozorogom); Jupiter, kralj bogov s svojim orlom, ki drži strelo (skupaj s Strelcem in Ribami); Mars, bog vojne, ki ima meč in ščit (s Škorpijonom in Ovnom); Sol, bog s soncem, draguljem, ki drži lok (z Levom); Venera, boginja ljubezni s Kupidom, ki drži baklo (s Bikom in Tehtnico). Francoski graver, Nicolas Dorigny, je leta 1695 za Ludvika, vojvoda Burgundije, ustvaril vrsto plošč, ki prikazujejo mozaike..
Mozaične plošče obdaja bogato pozlačena štukatura. Modro ozadje ustvarja optično iluzijo, ki daje vtis arhitekturnega okvira, ki se odpira v nebo nad kapelo. Plošče izgledajo kot iluzionistična strešna okna med pozlačenimi štukaturnimi rebri, medtem ko Bog stoji na robu osrednjega okulusa.
Tradicionalna interpretacija kupole je, da kompozicija prikazuje Stvarjenje sveta. Druga (sporna) razlaga trdi, da predstavlja kozmos, kot ga je opisal Platon v pokristjanjeni neoplatonistični obliki. Ta ideja je bila zelo popularna v renesansi. V tem primeru je kupola prikaz kraljestva duše po smrti z Bogom, Oče sprejema dušo (Agostina Chigija) v svojem novem domu. Prisotnost znakov zodiaka potrjuje to razlago, ker so bili znaki simboli poteka časa v večnosti in so se v antični pogrebni umetnosti pojavili okoli podobe pokojnika.
Nicole Riegel je poudarila vlogo angelov v sestavi: »Glede na pomemben, vse prej kot dodaten položaj angelov na ploščah, si nedvomno prizadevajo za spravo ali vmešavanje poganskega in krščanskega pogleda na življenje.« 

## Galerija
|            |         |        |      |        |         |      |     |        |
| Naslovnica | Bog Oče | Merkur | Luna | Saturn | Jupiter | Mars | Sol | Venera |